# 북극토끼
북극토끼(학명: Lepus arcticus, 영어: Arctic hare 또는 polar rabbit)는 주로 북극과 산악지대에서 서식하는 토끼이다. 북극토끼의 털은 겨울에는 흰색이지만, 여름에는 보호를 하기 위해 회색으로 바뀐다. 북극에 가까울 수록 연중 내내 흰색을 띤다. 북극토끼는 시간 당 40마일(64km)로 뛸 수 있다. 천적은 북극여우, 북극늑대, 북방족제비 정도이다.

## 크기
북극토끼는 가장 큰 토끼목 중 한 종이다. 일반적으로 몸길이는 43 cm~ 70cm이다. 몸무게는 큰 종이 7kg까지 나간다고 하지만, 일반적으로 2.5~ 5.5 kg 사이이다.

## 먹이
북극 토끼는 주로 목본식물을 먹지만, 딸기류, 잎, 풀 등도 먹는다. 초여름에는 자주색 범의귀가 주된 먹이이다. 북극토끼는 자주색 범의귀의 냄새에 예민한 감각을 가지고 있고, 눈에 덮인 버드나무를 따 먹는다.

## 번식
북극토끼는 한번에 최대 8마리까지의 새끼 토끼를 낳을 수 있다. 새끼 토끼들은 생후 8-9주가 되면 독립하는데, 독립할 때까지는 어미 토끼 집 범위 내에서 있는다.

## 수명
북극토끼는 포식자에게 죽지 않는 경우 5년 전후까지 산다.